# Saint-Gervais (Val-d’Oise)
Saint-Gervais ist eine französische Gemeinde mit 883 Einwohnern (Stand 1. Januar 2022) im Département Val-d’Oise in der Region Île-de-France. Die Bewohner nennen sich Bercagniens bzw. Bercagniennes, da die Gemeinde früher den Namen Bercagny hatte.

## Geografie
Die Gemeinde Saint-Gervais befindet sich ca. 62 Kilometer nordwestlich von Paris und zwei Kilometer nördlich von Magny-en-Vexin, dem Hauptort (chef-lieu) des Kantons Magny-en-Vexin. Sie liegt im Regionalen Naturpark Vexin français.
Nachbargemeinden von Saint-Gervais sind La Chapelle-en-Vexin im Nordwesten, Alincourt im Norden, Nucourt im Osten, Magny-en-Vexin im Süden und Südosten, Hodent im Süden und Omerville im Westen.
Zur Gemeinde gehört der Weiler Magnitot.

## Geschichte
Den Namen Saint-Gervais erhielt die Gemeinde im 9. Jahrhundert, als die Reliquien des hl. Gervasius von Rouen in die Kirche des Ortes überführt wurden, um sie vor den Überfällen der Normannen zu schützen.

## Sehenswürdigkeiten
- Kirche Saint-Gervais-Saint-Protais[1], erbaut ab dem 12. Jahrhundert (Monument historique)
- Schloss Magnitot[2], erbaut 1780 (Monument historique)
- Schlosspark von Magnitot[3] (Monument historique)

## Bevölkerungsentwicklung
| Jahr      | 1962 | 1968 | 1975 | 1982 | 1990 | 1999 | 2007 | 2011 | 2019 |
| --------- | ---- | ---- | ---- | ---- | ---- | ---- | ---- | ---- | ---- |
| Einwohner | 602  | 581  | 597  | 675  | 703  | 893  | 956  | 961  | 896  |